# Tabor
För andra betydelser, se Tabor (olika betydelser).

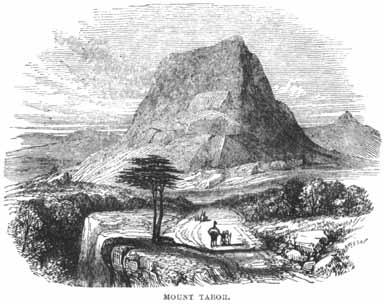
En illustration från 1851

Tabor (hebreiska: הר תבור) är ett berg i Galileen i Israel. Det ligger cirka 10 kilometer öster om Nasaret i Norra distriktet och har en högsta punkt på 588 meter över havet.
Under Jesus tid fanns det folk som bodde på berget. Berget har förmodats vara platsen för Kristi förklaring. Enligt dessa var platsen för sann tillbedjan på detta berg och inte i templet i Jerusalem.
Ett antal kyrkor och kapell inom väckelserörelsen bär detta namn, till exempel Taborförsamlingen i Vansbro i Dalarna (tillhörande Evangeliska Frikyrkan), Bergö Taborförsamling i Malax, och Tabor Lutheran Church, Branford i Connecticut, USA